# Ayrton De Pauw
Ayrton De Pauw (Zottegem, 12 maart 1998) is een Belgisch baanwielrenner. De Pauw won in 2016 de 1km tijdrit op de Europese kampioenschappen baanwielrennen voor junioren. Hij nam namens België deel aan de Europese kampioenschappen baanwielrennen in 2016, 2017 en 2018.

## Belangrijkste resultaten

### Baanwielrennen
| Jaar        | BK                           | EK                   | WK         | Overig     |            |
| Als junior  | Als junior                   | Als junior           | Als junior | Als junior | Als junior |
| ----------- | ---------------------------- | -------------------- | ---------- | ---------- | ---------- |
| 2015        | sprint, keirin               |                      |            |            |            |
| 2016        | keirin, sprint · 1km tijdrit | 1km tijdrit · sprint |            |            |            |
| Als belofte |                              |                      |            |            |            |
| 2018        |                              | 1km tijdrit          |            |            |            |
| Als elite   |                              |                      |            |            |            |
| 2016        | keirin, sprint · 1km tijdrit |                      |            |            |            |
| 2017        | sprint                       |                      |            |            |            |
| 2018        | keirin, sprint               |                      |            |            |            |